# Dryobotodes corsica
Dryobotodes corsica är en fjärilsart som beskrevs av Arnold Spuler 1905. Dryobotodes corsica ingår i släktet Dryobotodes och familjen nattflyn. Inga underarter finns listade i Catalogue of Life.